# Isopyrum thalictroides
Espèce
Classification phylogénétique
l'isopyre faux-pigamon (Isopyrum thalictroides) est une espèce de plante herbacée vivace de la famille des Ranunculaceae.
C'est une plante qui pousse en touffe aux grandes tiges minces et glabres.

## Description
Les feuilles sont vertes tirant sur le bleu et formé de 3 folioles eux-mêmes trilobés.
Les fleurs sont blanches, au bout de pédoncules secondaires (comme des boutons d'or) .

## Habitat
C'est une espèce considérée comme  vivant dans les lieux humides et ombragés, sous les feuillus ou dans les fissures de rochers jusqu'à 1 200 m d'altitude.

## Aire de répartition
C'est une espèce endémique de l'Europe centrale ;  de la Pologne aux Balkans, et de la France à la mer Noire.